# 吉爾斯鎮區 (阿肯色州克利本縣)
吉爾斯鎮區（英語：Giles Township）是位於美國阿肯色州克利本縣的一個行政鎮區。

## 地方資料
吉爾斯鎮區的面積為64.03平方千米，當中陸地面積為50.33平方千米，而水域面積為13.70平方千米。根據2010年美國人口普查的數據，當地共有人口1460人，而人口密度為每平方千米22.8人。